# Anapleus davidneelae
Anapleus davidneelae är en skalbaggsart som beskrevs av Yves Gomy 1995. Anapleus davidneelae ingår i släktet Anapleus och familjen stumpbaggar. Inga underarter finns listade i Catalogue of Life.